# Eusébio Guimarães
Pour les articles homonymes, voir Lopes et Guimarães (homonymie).
Eusébio Amaro Lopes Guimarães était un footballeur portugais né le 26 août 1966 à Santo Tirso. Il évoluait au poste de milieu de terrain.

## Biographie
Eusébio joue principalement en faveur du FC Tirsense, du Sporting Braga et du SC Beira-Mar.
Il dispute un total de 232 matchs en 1re division portugaise et inscrit 7 buts dans ce championnat.

## Carrière
- 1985-1991 : FC Tirsense  Portugal
- 1991-1993 : Sporting Braga  Portugal
- 1993-1995 : SC Beira-Mar  Portugal
- 1995-1996 : FC Tirsense  Portugal
- 1996-1999 : SC Beira-Mar  Portugal
- 1999-2001 : SC Freamunde  Portugal
- 2000-2001 : AD Ovarense  Portugal
- 2001-2002 : FC Tirsense  Portugal[1]

## Vie privée
Il est le cousin maternel du footballeur algérien Mourad Meghni.